# 巫女 (レーニの絵画)
『巫女』（みこ、伊: Sibilla、英: Sybil）は、イタリア・バロック期のボローニャ派の巨匠グイド・レーニがキャンバス上に油彩で制作した絵画である。ヤーコポ・アルトヴィーティという人物によって委嘱されたが、すぐにジャンカルロ・デ・メディチ枢機卿に贈呈したと思われる。絵画は枢機卿のいくつかの所蔵品目録に記載されており、最初に登場するのは1637年の目録である。したがって、それ以前の制作であることは間違いなく、晩年の1635-1636年作とされる。絵画は美術史家デニス・マホンにより遺贈され、現在、ボローニャ国立絵画館に所蔵されている。

## 作品
レーニやドメニキーノの描いた巫女の絵画では、しばしばターバンなどの東方的な服装と天を見上げる視線によってのみ、女性が巫女であることが示される。本作のターバンは平行線の重なりによって画面にリズムを与えるているのに加え、ほどけた布が頭部から右肩、胸、左腕へとまわされることで、画面に動きを与えるとともに彼女の輪郭を形成している。巫女は、今まさに光によって暗示される天からの啓示を受けたところである。指先の仕草から、彼女が伝えるべき内容を確認していることがわかる。本作に見られる素早い筆致による的確な描写は、同時代の人々に称賛されたレーニの特質となっている。
17世紀のイタリアの美術史家カルロ・チェーザレ・マルヴァージアは、レーニとグエルチーノの関係をうかがわせるエピソードをいくつか記している。そのうちの1つによると、ある時、グエルチーノの依頼を受けた貴族に聖女像のモデルは誰かと聞かれたレーニは、人相の悪い助手をモデルに見事な美女を描き、モデルは頭に持つものだといった。このエピソードは、本作を理解するのに役立つであろう。レーニはこの巫女を描くのにモデルに向かうどころか、おそらく素描すらせず、直接キャンバスに向かったと思われる。描かれているのは観念的な理想の女性美で、きわめてラファエロ的な女性像である。